# Manfred Kinder
Manfred Kinder   (Königsberg, 20 d'abril de 1938) és un atleta alemany, ja retirat, especialista en els 400 metres i 800 metres, que va guanyar dues medalles olímpiques.
El 1960 va prendre part en els Jocs Olímpics d'Estiu de Roma, on va disputar dues proves del programa d'atletisme. Formant equip amb Joachim Reske, Johannes Kaiser i Carl Kaufmann va guanyar la medalla de plata en els 4×400 metres, mentre en els 400 metres fou cinquè. Quatre anys més tard, als Jocs de Tòquio, tornà a disputar dues proves del programa d'atletisme. Fou cinquè en la cursa dels 800 metres, en els 4×400 metres quedà eliminat en sèries. La tercera, i darrera participació en uns Jocs, va tenir lloc el 1968, a Ciutat de Mèxic. Formant equip amb Helmar Müller, Gerhard Hennige i Martin Jellinghaus va guanyar la medalla de bronze en els 4×400 metres, mentre en els 400 metres quedà eliminat en sèries.
En el seu palmarès també destaquen una medalla d'or en els 4x400 metres i una de plata en els 400 metres al Campionat d'Europa d'atletisme de 1962 i una de plata en els 4x400 metres i de bronze en els 400 metres al de 1966. Als Jocs Europeus en pista coberta va guanyar una medalla d'or el 1967, una de plata el 1966 i una de bronze el 1969. A nivell nacional va ser campió de la República Federal d'Alemanya dels 800 metres el 1963 i 1964 i del 4x400 metres de 1959 a 1964 i el 1966. En pista coberta fou campió nacional dels 400 metres el 1960, 1961, 1962, 1967 i 1968 i del 4x400 metres de 1959 a 1963.
Durant la seva carrera esportiva va formar part de l'equip alemany que millorà el rècord d'Europa dels 4x400 metres en diverses ocasions.

## Millors marques
- 400 metres. 45.8" (1960)
- 800 metres. 1' 46.7" (1966)[9]